# گریگوری گامارنیک
گریگوری گامارنیک (روسی: Григорий Александрович Гамарник؛ ۲۲ آوریل ۱۹۲۹ – ۱۸ آوریل ۲۰۱۸) کشتی‌گیر فرنگی اهل روسیه بود.
وی همچنین برندهٔ جوایزی همچون نشان برجسته افتخار و قهرمان ورزشی اتحاد شوروی شده‌است.